# Самсон (фильм)
«Самсон» (англ. Samson) — американский драматический фильм Джозефа Фаррелла Макдональда.

## Сюжет
Маной скорбит со своей женой в силу того, что они уже взрослые, но не имеют детей. С каждым днём эта скорбь усиливается и жена обращается к Богу с просьбой дать им ребёнка. В ответ на просьбу возникает ангел, сообщающий ей, что она родит сына, но его никогда нельзя подстригать, и он избавит Израиль от филистимлян. И вдруг у неё наконец рождается сын и она называет его Самсоном.

## В ролях
| Актёр                  | Роль        |
| ---------------------- | ----------- |
| Джордж Уоррен Керриган |             |
| Луле Уоррентон         |             |
| Кэтлин Керриган        |             |
| Эдит Боствик           | Зора        |
| Роуз Гиббонс           | сестра Зоры |
| Клео Мэдисон           | Джамин      |
| Уильям Вортингтон      |             |